# Isabel d'Este
Isabel d'Este (em italiano: Isabella d'Este; Ferrara, 18 de maio de 1474 — Mântua, 13 de fevereiro de 1539), foi uma das líderes femininas da Renascença italiana e figura cultural e política de destaque. Dotada de conhecimentos em História e em línguas, tais como grego e latim, Isabel era uma patrona das artes e líder da moda, cujo estilo era copiado por mulheres na Itália e França.
Filha de Hércules I d'Este, duque de Ferrara, e de Leonor de Nápoles (por sua vez, filha de Fernando I de Nápoles e de Isabel de Clermont) foi marquesa de Mântua e teve como irmã  outra personagem histórica igualmente famosa: Beatriz d'Este, duquesa de Milão e esposa de Ludovico Sforza. Foi casada com o marquês de Mântua, Francisco II Gonzaga, e foi regente do marquesado durante a sua ausência e a minoridade de seu filho, Frederico II. Em 1500, a marquesa conheceu o rei Luís XII de França em uma missão diplomática em Milão.
Com frequência, é citada simplesmente como a Primadona do Renascimento.

## Vida pregressa
Isabel d'Este nasceu na nobre família Ferrara de Ferra, Itália, em 19 de maio de 1474. Ela pode ter sido nomeada em homenagem a sua parente, a Rainha Isabel da Espanha. Ela era a mais velha de sua grande família e, de acordo com relatos contemporâneos, era a favorita de seus pais. Seu segundo filho também era uma menina, Beatrice. Os irmãos Alfonso - o herdeiro da família - e Ferrante os seguiram, e depois mais dois irmãos, Ippolitto e Sigismondo.

### Educação
Os pais de Isabel educaram suas filhas e filhos igualmente. Isabel e sua irmã Beatriz estudaram latim e grego, história romana, música, astrologia e dança. Isabel era talentosa o suficiente na política para debater com embaixadores quando tinha apenas 16 anos.
Quando Isabel tinha seis anos, ela se tornou noiva do futuro quarto marquês de Mântua, Francisco II Gonzaga, a quem conheceu no ano seguinte. Eles se casaram em 15 de fevereiro de 1490. Gonzaga era um herói militar, mais interessado em esportes e cavalos do que em artes e literatura, embora fosse um patrono generoso das artes. Isabel continuou estudando após o casamento, até mandando para casa buscar seus livros de latim. Sua irmã Beatrice casou-se com o duque de Milão, e as irmãs se visitavam com frequência.
Isabel foi descrita como uma beldade, com olhos escuros e cabelos dourados. Ela era famosa por seu senso de moda - seu estilo era copiado por mulheres nobres em toda a Europa. Seus retratos foram pintados várias vezes por célebres pintores como: Ticiano, Leonardo da Vinci, Mantegna, Rubens e outros.

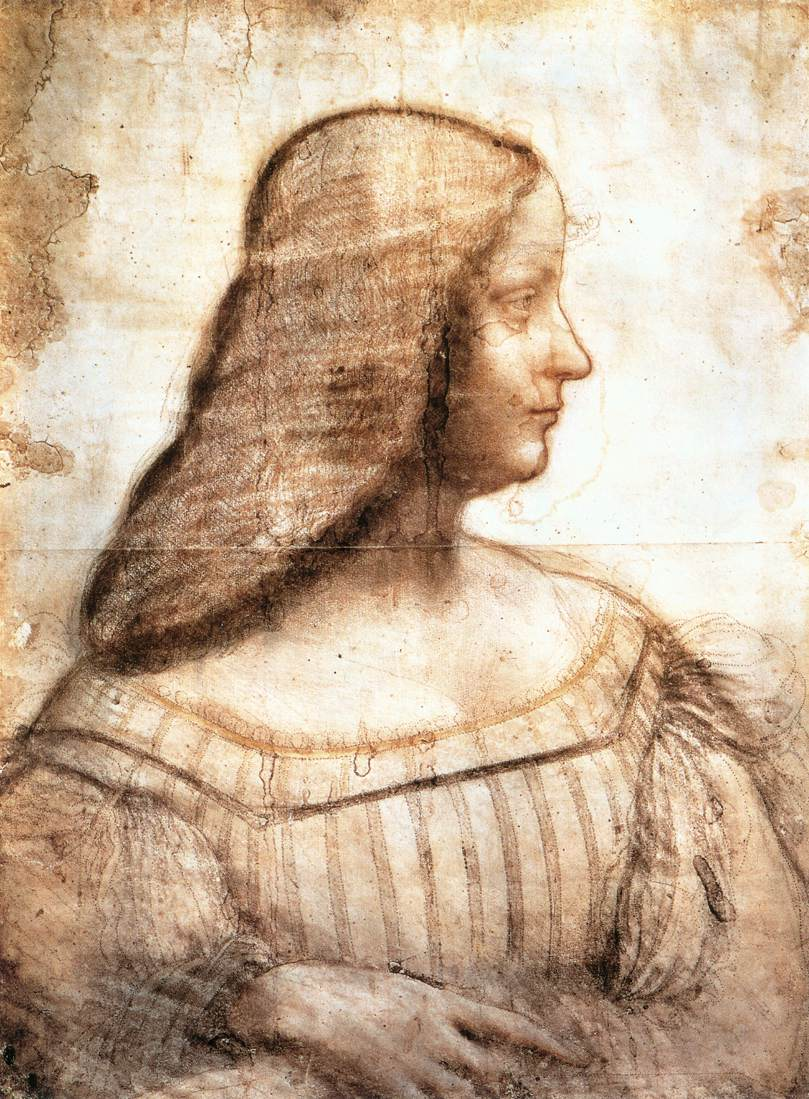
Esboço de Isabel d'Este por Leonardo da Vinci c. 1500.

## Patrocínio
Isabel, e em menor grau seu marido, apoiaram muitos dos pintores, escritores, poetas e músicos da Renascença. Artistas com os quais Isabel foi associada incluem Perugino, Battista Spagnoli, Rafael, Andrea Mantegna, Castiglione e Bandello. Também integraram o círculo da corte figuras como os escritores Ariosto e Baldassare Castiglione , o arquiteto Giulio Romano e os músicos Bartolomeo Tromboncino e Marchetto Cara. Isabel também trocou cartas com Leonardo da Vinci ao longo de um período de seis anos, após sua visita a Mântua em 1499. Isabel colecionou muitas peças de arte ao longo de sua vida, algumas para um estúdio particular repleto de arte, essencialmente criando um museu de arte. Ela especificou o conteúdo de alguns deles encomendando trabalhos específicos.

## Maternidade
A primeira filha de Isabel, Leonor Violante Maria, nasceu em 1493 ou 1494. Ela foi batizada em homenagem à mãe de Isabel, que morreu pouco antes do nascimento. Leonor mais tarde se casou com Francesco Maria della Rovere, o duque de Urbino. Uma segunda filha, que viveu menos de dois meses, nasceu em 1496.
Ter um herdeiro homem era importante para as famílias italianas, a fim de passar títulos e terras dentro da família. Isabel recebeu um berço de ouro como presente no nascimento de sua filha. Contemporâneos citaram sua "força" em deixar de lado o berço até que finalmente teve um filho, Federico, em 1500. Herdeiro de Ferrara, ele mais tarde se tornou o primeiro duque de Mântua. Uma filha, Lívia, nasceu em 1501; ela morreu em 1508. Hipólita, outra filha, chegou em 1503; ela viveria até os 60 anos como freira. Outro filho nasceu em 1505, Hércules, que se tornou cardeal e quase foi selecionado em 1559 para servir como Papa. Ferrante nasceu em 1507; ele se tornou um soldado e se casou com um membro da família di Capua.

## Lucrécia Bórgia
Em 1502, Lucrécia Bórgia, irmã de César Bórgia, chegou a Ferrara para se casar com Afonso, irmão de Isabel, o herdeiro de Ferrara. Apesar da reputação de Lucrécia - seus dois primeiros casamentos não terminaram bem para aqueles maridos -, parece que Isabel a recebeu calorosamente no início, e outros seguiram seu exemplo.
Mas lidar com a família Bórgia trouxe outros desafios para a vida de Isabel. Ela se viu negociando com o irmão de Lucrécia, César Bórgia, que havia derrubado o duque de Urbino, marido de sua cunhada e amiga Isabel Gonzaga. Já em 1503, a nova cunhada de Isabel, Lucrécia, e o marido de Isabel, Francesco, haviam começado um caso; cartas apaixonadas entre os dois sobreviveram. Como era de se esperar, a recepção inicial de Isabel a Lucrécia transformou-se em frieza entre elas.

### Captura do Marido
Em 1509, o marido de Isabel, Francisco, foi capturado pelas forças do rei Carlos VIII da França e foi mantido em Veneza como prisioneiro. Em sua ausência, Isabel serviu como regente, defendendo a cidade como comandante das forças da cidade. Ela negociou um tratado de paz que previa o retorno seguro de seu marido em 1512. Depois desse episódio, a relação entre Francisco e Isabel piorou. Ele já havia começado a ser publicamente infiel antes de sua captura e voltou bastante doente. O caso com Lucrécia terminou quando ele percebeu que tinha sífilis. Isabel mudou-se para Roma, onde era bastante popular entre a elite cultural.

## Viuvez
Em 1519, após a morte de Francisco, o filho mais velho de Isabel, Federico, tornou-se marquês. Isabel serviu como regente até ele atingir a maioridade e, a partir daí, seu filho aproveitou sua popularidade, mantendo-a em um papel de destaque no governo da cidade. Em 1527, Isabel comprou um cardinalato para seu filho Hércules, pagando 40.000 ducados ao Papa Clemente VII, que precisava de dinheiro para enfrentar os ataques das forças Bourbon. Quando o inimigo atacou Roma, Isabel liderou a defesa de sua propriedade fortificada e ela e muitos que se refugiaram com ela foram poupados. O filho de Isabel, Ferrante, estava entre as tropas imperiais.
Isabella logo retornou a Mântua, onde liderou a recuperação da cidade de doenças e fome que mataram quase um terço da população.
No ano seguinte, Isabel foi a Ferrara para receber a nova noiva do duque Hércules de Ferrara (filho do irmão de Isabel, Afonso e Lucrécia). Ele se casou com Renata da França, filha de Ana da Bretanha e Luís XII. Hércules e Renata haviam se casado em Paris em 28 de junho. Renata era uma mulher bem-educada, prima de Margarida de Navarra. Renata e Isabel mantiveram uma amizade, com Isabel tendo um interesse especial pela filha de Renata, Ana d'Este.
Isabel viajou bastante após a morte do marido. Ela estava em Bolonha em 1530 quando o imperador Carlos V foi coroado pelo papa. Ela conseguiu convencer o imperador a elevar o status de seu filho ao de duque de Mântua. Ela negociou um casamento para ele com Margherita Paleologa, uma herdeira. Eles tiveram um filho em 1533.

## Morte
Isabel tornou-se governante por direito próprio de uma pequena cidade-estado, Solarolo, em 1529. Ela governou ativamente esse território até morrer em 1539.

### Legado
Isabel é mais lembrada por seu apoio a vários artistas famosos, incluindo Michelangelo, Leonardo da Vinci e Rafael. A artista Judy Chicago - cujo trabalho explora o papel das mulheres na história - incluiu Isabel d'Este em sua famosa peça "The Dinner Party".

## Descendência
Do seu casamento com Frederico II Gonzaga, nasceram 8 crianças:
1. Leonor (Eleonora), casada com Francisco Maria I, Duque de Urbino;
2. Margarida (Margherita), nascida em 1496;
3. Lívia (Livia), (1501-1508);
4. Hipólita (Ippolita) (1503-1580), freira no convento Dominicano de S. Vincenzo;
5. Frederico (Federico) , que sucedeu ao pai como Marquês de Mântua,(1500-1540), inicialmente noivo de Maria Paleóloga mas, que veio a casar com a irmã desta, Margarida Paleóloga;
6. Hércules (Ercole), (1506-1565), veio a ser Cardeal;
7. Ferrante (Ferrante ou Ferdinando), (1507-1557), casou com Isabel de Cápua;
8. Livia, mais tarde conhecida como irmã Paula (1508-1569).